# Schweimker Moor und Lüderbruch
Das Feuchtgebiet Schweimker Moor und Lüderbruch wurde 1989 unter Naturschutz gestellt. Das zunächst rund 834 Hektar große niedersächsische Naturschutzgebiet liegt zwischen Lüder im Nordosten und Schweimke im Südwesten und trägt die statistische Bezeichnung „NSG BR 53“. Ein Großteil des Gebietes ist auch als EU-Vogelschutzgebiet V33 ausgewiesen. Außerdem befand sich ein rund fünf Hektar großer Teil des FFH-Gebietes „Ise mit Nebenbächen“ (FFH-Gebiet Nr. 292) innerhalb des Naturschutzgebietes. Dieser wurde zum 15. Juli 2021 aus dem Naturschutzgebiet herausgelöst und als Naturschutzgebiet „Oberer Gosebach“ neu ausgewiesen. Die Fläche des Naturschutzgebietes „Schweimker Moor und Lüderbruch“ verkleinerte sich dadurch um etwa fünf Hektar. Zuständige untere Naturschutzbehörden sind die Landkreise Uelzen und Gifhorn.

## Flora

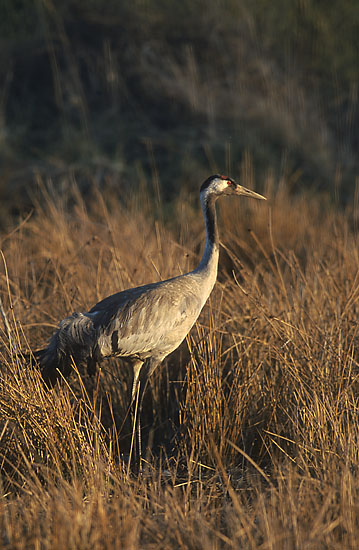
Ein Kranich

Neben den Hoch- und Niedermoorgebieten befinden sich großflächige Erlen- und Birkenbruchwälder in diesem Gebiet. Der kleinräumige Wechsel von Moorheide (Erica tetralix), Pfeifengrasbeständen (Molinia), Moorwäldern und Grünland zeichnet einen Teil des Hochmoorkomplexes aus.
Die Zusammensetzung gestaltet sich folgendermaßen:
- 39 % Mischwald
- 38 % Grünland
- 10 % Torfabbau
- 5 % Acker
- 4 % Moor
- 4 % Nadelwald

## Tierwelt
Für viele Vogelarten stellt das Naturschutzgebiet ein wichtiges Rast- und Brutgebiet dar. Verschiedene Zugvogelarten wie die Krickente (Anas crecca), der Große Brachvogel (Numenius arquata) und das Braunkehlchen (Saxicola rubetra) rasten hier. Bedeutendste Art ist jedoch der Kranich (Grus grus), der im Schweimker Moor ein bedeutendes Brutvorkommen hat.